# Balaton (Minnesota)
Balaton é uma cidade localizada no estado americano de Minnesota, no Condado de Lyon.

## Demografia
Segundo o censo americano de 2000, a sua população era de 637 habitantes.
Em 2006, foi estimada uma população de 619, um decréscimo de 18 habitantes (-2.8%).

## Geografia
De acordo com o United States Census Bureau tem uma área de
3,8 km², dos quais 3,5 km² cobertos por terra e 0,3 km² cobertos por água. Balaton localiza-se a aproximadamente 470 m acima do nível do mar.

## Localidades na vizinhança
O diagrama seguinte representa as localidades num raio de 20 km ao redor de Balaton.